# Anna Lesznai
Anna Lesznai   (Nižný Hrušov, 3 de gener de 1885 - Nova York, 2 d'octubre de 1966) fou una escriptora, brodadora i pintora ugroestatunidenca membre del grup "Els vuit" (Nyolcak) des de 1911.

## Biografia
El seu pare, Geyza Moscovitz, era terratinent i la seua infància i adolescència al medi rural l'acompanyaren tota la vida. Aprengué a brodar paisatges i fou alumna de Sandor Bihari a Budapest i de Lucien Simon a París.
Estigué casada de 1913 a 1918 amb Oszkar Jászi i al 1919 se n'anà a Viena, on es casà amb el pintor Gergely Tibor. L'acompanyà primer de tornada a Budapest i més tard als Estats Units, on fou professora de pintura molt de temps en el Wellesley College, Cambridge. Després obrí una escola artística a Nova York.

## Obra
La seua lírica, profusa en pathos, de tonalitats fresques i la seua temàtica femenina la situen entre les millores poetes hongareses. Amb els seus motius poètics (el jardí, la terra, els arbres, les flors…) no és el món real el que evoca sinó la unitat ancestral de l'«existència dels cent pits» (százkeblű lét).
Els seus contes, plens de records del món de les fades, els il·lustrava ella mateixa.
En els seus brodats i cobertes de llibres, optava per l'art nouveau.

### Llibres
- Hazajáró versek, 1909
- Magyar Iparművészet, 1911
- Lesznai Anna meséskönyve, 1913
- Die Reise donis kleinen Schmetterlings durch Leszna nach den benachbarten Feenreichen, 1913
- Mese a bútorokról és a kis fiáról, 1918
- Édenkert, 1918
- Eltévedt litániák, 1922
- Spätherbst in Eden, 1965
- Kezdetben volt a kert, 1966
- Köd előttem, kőd utánam, 1967